# Olivier Poncet
Pour les articles homonymes, voir Poncet.
Olivier Poncet, né le 2 mai 1969 à Saint-Étienne (Loire), est un enseignant-chercheur, historien et archiviste français.
Archiviste paléographe, il est directeur d'études à l’École nationale des chartes où il enseigne l’histoire des institutions, la diplomatique et l'archivistique modernes depuis 2004, après avoir exercé comme conservateur du patrimoine aux Archives départementales du Pas-de-Calais et aux Archives nationales françaises et comme chargé de recherche au CNRS et à l'École française de Rome. Il est également directeur d'études cumulant à l’École des hautes études en sciences sociales depuis juin 2021.

## Biographie

### Formation
Olivier Poncet est admis troisième sur vingt-six à l'École nationale des chartes à l'issue du concours d'entrée de 1989. Il y obtient le diplôme d'archiviste paléographe en 1993 après avoir soutenu une thèse d'établissement intitulée Pomponne de Bellièvre (1529-1607) : carrière, fortune et entourage d'un serviteur du roi. Major de sa promotion, il reçoit le prix Auguste Molinier « destiné à récompenser la meilleure thèse ».
Il est ensuite admis à l'École du patrimoine (promotion Hubert Robert, 1993) dont il sort conservateur du patrimoine en 1994.

### Carrière professionnelle
Olivier Poncet est nommé comme conservateur aux Archives départementales du Pas-de-Calais le 1er juillet 1994. Le 1er septembre 1995, il est nommé membre de l’École française de Rome ; il y reste jusqu'en 1998. Cette même année, il obtient un doctorat en histoire à l'Université Paris-Sorbonne avec une thèse intitulée La papauté et la provision des abbayes et des évêchés français de 1595 à 1661 : recherches sur l'esprit des institutions pontificales à l'époque de la Réforme catholique et rédigée sous la direction d'Yves-Marie Bercé.
De 1998 à 2000, il est détaché en tant que chargé de recherche du CNRS. Il est ensuite nommé conservateur aux Archives nationales, département de la communication puis section des archives privées,.
D'abord directeur d'études associé à mi temps à compter du 1er septembre 2003, il est nommé à la chaire d’histoire des institutions, diplomatique et archivistique modernes à partir du 1er octobre 2004, où il succède à Bernard Barbiche.
Il enseigne également  à l’École des hautes études en sciences sociales de 2004 à 2006, et y est élu directeur d'études cumulant en juin 2021 pour une chaire intitulée « Pratiques et théories des archives ».

## Distinctions
- Prix Auguste Molinier « destiné à récompenser la meilleure thèse » d'établissement de l'École nationale des chartes (1993)[2].
- Prix Joseph-du-Teil de l'Académie des sciences morales et politiques pour l'ouvrage Pomponne de Bellièvre (1529-1607), un homme d’État au temps des guerres de religion (1999)[13].
- Prix Saintour de l'Académie des inscriptions et belles-lettres pour l'ouvrage Mazarin, l’Italien (2018)[14].
- Prix Madeleine-Laurain-Portemer de l'Académie des sciences morales et politiques « pour l'ensemble de son œuvre » (2019)[15].

## Publications
- Pomponne de Bellièvre (1529-1607) : un homme d'État au temps des guerres de Religion, Paris, École nationale des chartes, coll. « Mémoires et documents de l'École des chartes » (no 50), 1998, 490 p. (ISBN 2-900791-16-2, présentation en ligne).
- Les entreprises éditoriales liées aux archives du Saint-Siège : Histoire et bibliographie(1880-2000), Rome, École française de Rome, coll. « Collection de l’École française deRome, 318 », 2003, 431 p. (ISBN 978-2728306671).
- La nonciature de France (1819-1904) et ses archives, Cité du Vatican, Archivio segretoVaticano, 2006, 338 p. (ISBN 978-8885042483)
- La France et le pouvoir pontifical (1595-1661) : L'esprit des institutions, Rome, École française de Rome, coll. « Bibliothèque des Écoles françaises d'Athènes et de Rome, 347 », 2011, 966 p. (ISBN 978-2-7283-0910-8).
- Mazarin l'Italien, Paris / Rome / Madrid, Tallandier / École française de Rome / Casa de Velázquez, coll. « Lectures méditerranéennes », 2018, 286 p. (ISBN 979-1-0210-3105-0, 978-2-7283-1320-4 et 978-84-9096-066-0, présentation en ligne).
- Avec Jean-Charles Bédague et Michelle Bubenicek, L’École nationale des chartes : Deux cents ans au service de l’histoire, Paris, Gallimard et École nationale des chartes, 2020, 192 p. (ISBN 9782072892233).
- Une éducation savante : Lettres de Marie-René de La Blanchère à Auguste Geffroy (1878-1886), Rome, École française de Rome, coll. « Sources et documents, 11 », 2020, 384 p. (ISBN 978-2728314171).
- Mazarin : l'art de gouverner, Paris, Perrin / Bibliothèque nationale de France, coll. « Bibliothèque des illustres », 2021, 256 p. (ISBN 978-2-262-08588-9, présentation en ligne).